# Крістіана Дерош-Ноблькур
Крістіана Дерош-Ноблькур (фр. Christiane Desroches Noblecourt; 17 листопада 1913, Париж, Франція — 23 червня 2011, Сезанн, департамент Марна, Франція) — французька єгиптологиня, письменниця. Визнана фахівчиня в галузі мистецтвознавства та археології Стародавнього Єгипту.

## Життєпис
З раннього віку захопилася успіхами знаменитого англійського археолога і єгиптолога Говарда Картера, який 1922 року в Долині Царів поблизу Луксора відкрив гробницю Тутанхамона.
Влаштувалася на роботу до відділу єгипетських старожитностей у Луврі.
Стала першою членкинею Французького інституту східної археології і першою жінкою, якій 1938 року дозволено проведення археологічних розкопок на берегах Нілу в районі Едфу та Дейр-ель-Медіни.
Під час Другої світової війни брала участь у русі опору. Як хранителька єгипетських скарбів Лувру, займалася таємним переміщенням їх у вільні неокуповані райони Франції.
Померла 2011 року в Сезанні (французький департамент Марна).

## Наукова та творча діяльність
К. Дерош-Ноблькур — одна з провідних єгиптологів світу, генеральний інспектор та почесний головний охоронець музеїв Франції. Працювала спеціальним консультантом ЮНЕСКО в Єгипетському археологічному центрі досліджень і документування (фр. Centre des études et de documentation d’archéologie égyptienne (CEDAE)) в Каїрі, в організації якого брала участь. Від самого початку брала участь у Міжнародній кампанії ЮНЕСКО з порятунку пам'ятників Нубії.
Засновниця Франко-єгипетського центру в Карнаці, керувала реставраційними роботами в Долині Цариць у Луксорі.
Авторка численних статей і книг з єгиптології, давньоєгипетського мистецтва та історії, відома також своєю роллю в збереженні нубійських храмів від затоплення, викликаного спорудженням Асуанської греблі, збереженні мумії фараона Рамзеса II, якій загрожувало враження грибком.
Була однією з ініціаторів та активною учасницею організації й проведення в Луврі виставок мумій Тутанхамона 1967 року (близько 1,3 млн відвідувачів), Рамзеса II — 1976 року та Аменхотепа III — 1993 року.

## Нагороди
1975 року відзначена престижною золотою медаллю Національного центру наукових досліджень Франції (CNRS). У січні 2008 року нагороджена найвищою нагородою Франції — Великим хрестом ордену Почесного легіону, а також:
- Гранд-офіцер ордену «За заслуги» (Франція)
- Медаль Опору (Франція)[1]
- Командор Ордену Академічних пальм
- Командор Ордену Мистецтв та літератури
- Великий хрест ордену Почесного легіону
- Кавалер Ордену Визволення Єгипту
- Велика золота медаль SEP[ru] (1991)
- Велика срібна медаль ЮНЕСКО тощо.